# Formoso do Araguaia
Formoso do Araguaia là một đô thị thuộc bang Tocantins, Brasil. Đô thị này có diện tích 13423,256 km², dân số năm 2007 là 18225 người, mật độ 1,36 người/km².